# Estación de Mercado (Metro de Málaga)
Mercado será una estación de la línea 3 del Metro de Málaga. Se sitúa junto al mercado de Pedregalejo, en el distrito Este de Málaga, España.
| << cabecera | < estación | línea                                          | estación >  | cabecera >>  |
| ----------- | ---------- | ---------------------------------------------- | ----------- | ------------ |
| El Palo     | El Palo    | Línea 3 (Metro de Málaga) El Palo-La Malagueta | Pedregalejo | La Malagueta |